# حزب العمال الديمقراطي (ترينيداد وتوباغو)
كَانَ حزب العمال الديمقراطي حزبَ المعارضة الرئيسيَ في ترينيداد وتوباغو بين عامي 1957 و1971. الحزب شُكّلَ كبديل متعدّد عرقي إلى حركةِ ناسِ تحت هيمنةِ الآفرو ترينيدادي الوطنية تحت قيادة إيريك وليامز. على فصلِ السَنَوات العشْرة التالية الحزب طوّرَ إلى حزبِ تحت هيمنةِ ترينيدادي الهندَ. بَعْدَ أَنْ جَلبتْ عِدّة انشقاقات صراعات على القيادةِ، فَقدَ الحزبَ قبضتِه على الجاليةِ الهنديةِ الترينيداديةِ في الانتخابات العامةِ 1976 وأُزيحَ بجبهةِ العملِ المتّحدةِ بزعامة باسيدو بانداي.